# 俞家圣母主保堂
俞家圣母主保堂，又称俞家天主堂，是一座原位于上海市奉贤区奉浦街道原树园村的已关闭的天主教堂，奉圣母为主保。始建于光绪二十年（1894年）4月，民国20年（1931年）重建。原址位于江海镇树园村俞家宅。教堂呈“一”字型，占地3200平方米，有堂田30多亩。
太平天国时期（1851年前后），有两户俞姓人家在后树园村十一组的位置建房定居，开始叫俞家宅。民国11年（1922年），江南代牧区设浦南为总铎区，南桥无原罪始胎圣母堂为总铎座堂，管辖胡村堂区等。次年，一位司铎协助树园村开明绅士俞介寿，全权委托韩祥林在俞家宅旁重建教堂，即俞家天主堂。宅基总面积1400平方米，占地面积6亩。
俞家堂属胡村堂区管辖。重建后的教堂呈一字型，钟楼顶高3至4丈（10至13米），祭坛上安放圣母石膏像，由两位年长姆姆（修女）掌管。由于缺少司铎，只能在每年春秋望两次弥撒。平时主日做礼拜。

民国37（1948）年编纂的《奉贤县志》稿中记载：
3、胡村天主堂（公堂） ……该地附近信徒较奉贤他处为多。……后经逐年添置，乃成立十四堂口：……南桥东北俞家堂，……均属胡村堂节制。（307页）
抗战时，俞介寿利用教堂开办“俞家天主堂小学”，还从上海徐家汇请来了蒋、宋两位女教师，使一大批学龄儿童有了上学的机会。但由于经费不足，又加战乱，不久又停办。上海解放后，教堂成为淀港村及树园乡（1959年8月10日后改为树园大队）政治活动场所。后为生产队仓库。教堂钟楼曾作民航飞行航标，在文化大革命中被毁。1991年依据当时现有房产，上海教区获得299平方米房产证、6.9亩土地证。1998年5月因奉贤工业综合区开发，政府与教区签写动迁协议，异地重建。
2010年前后，因市政规划及资源整合要求，上海教区启动“四堂合一”项目，将俞家堂、六里墩圣母玫瑰堂、庄行圣方济各堂、胡村圣母领报堂合并为南上海天主堂（南桥新堂）。该堂于2021年9月30日动工，2023年8月竣工，10月29日祝圣，11月9日奉献圣堂。